# Antígeno de maduración de célula B
El antígeno de maduración de célula B, también conocido como BCMA por las iniciales de su nombre en inglés (B-Cell Maturation Antigen) es un antígeno proteico transmembrana de 27 kD situado en la superficie celular que se expresa principalmente en los linfocitos B. En la especie humana está codificado por el gen TNFRSF17, actúa como receptor del factor activador de célula B (BAFF) y del factor APRIL (A PRoliferation-Inducing
Ligand).